# Ambachtsschool (Middelburg)

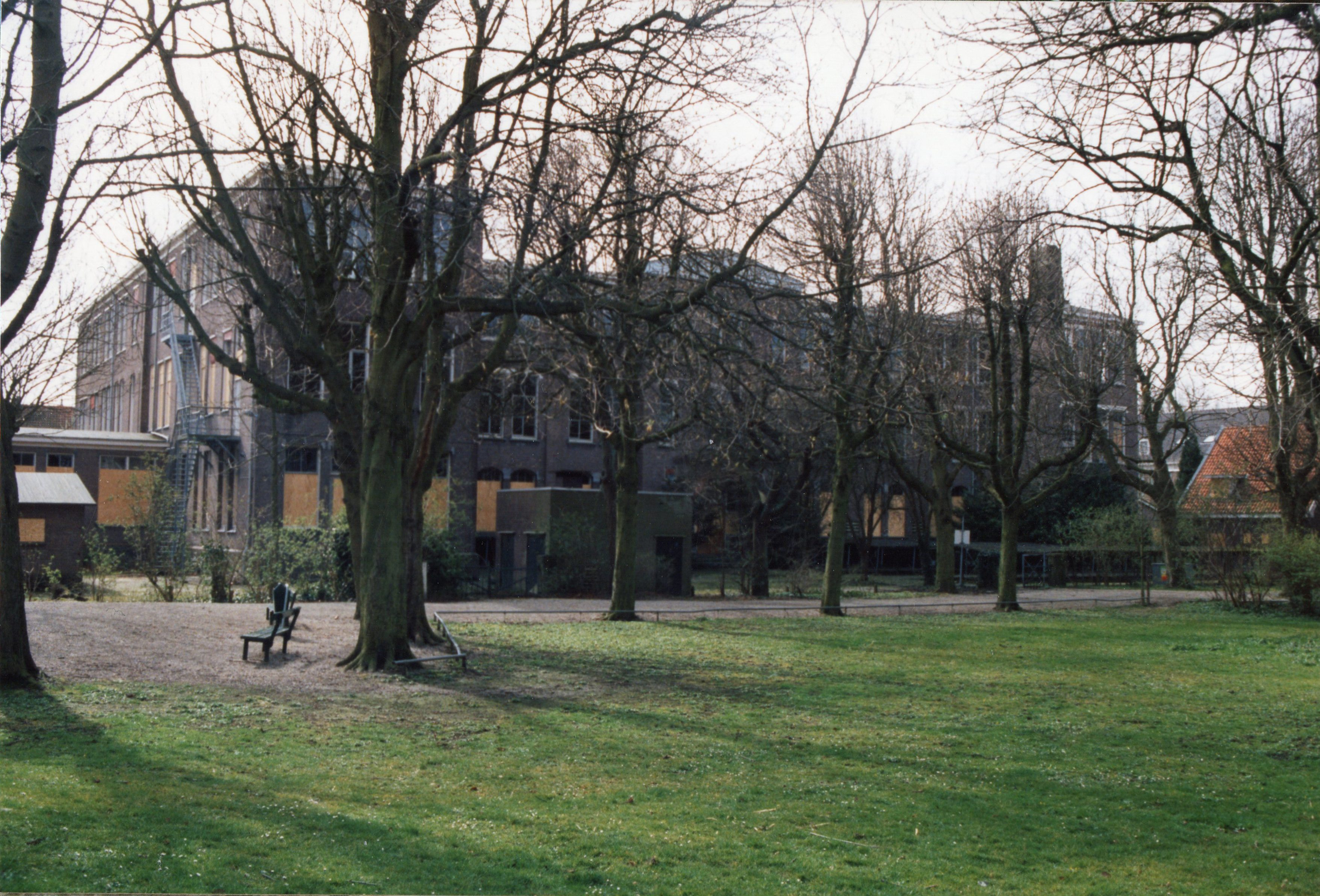
De school vanaf het Molenwater, maart 1995

De Ambachtsschool was een onderwijsgebouw in Middelburg. De school stond aan het Molenwater 8 en was gebouwd in 1908/1909. Naast de school was een directeurswoning. 
Aanvankelijk was de Ambachtsschool gevestigd in twee gebouwen aan de Gortstraat. In 1909 werd het nieuwe gebouw aan het Molenwater in gebruik genomen. De onderwijsrichtingen waren onder meer: elektrotechniek, schilderen, metaal bewerken en meubelmaken.
Bouwkundige en sterrenkundige Jan de Munck construeerde een zonnewijzer  die aan een gevel van het stadhuis van Middelburg werd gevestigd. Later kreeg deze zonnewijzer een plaats aan de gevel van de Ambachtsschool, aan de Zuidsingel-zijde. In 1995 werd de zonnewijzer weer teruggeplaatst op het stadhuis.
De naam veranderde later in Streekschool. Het gebouw is gesloopt omstreeks 1996.

## Fotogalerij

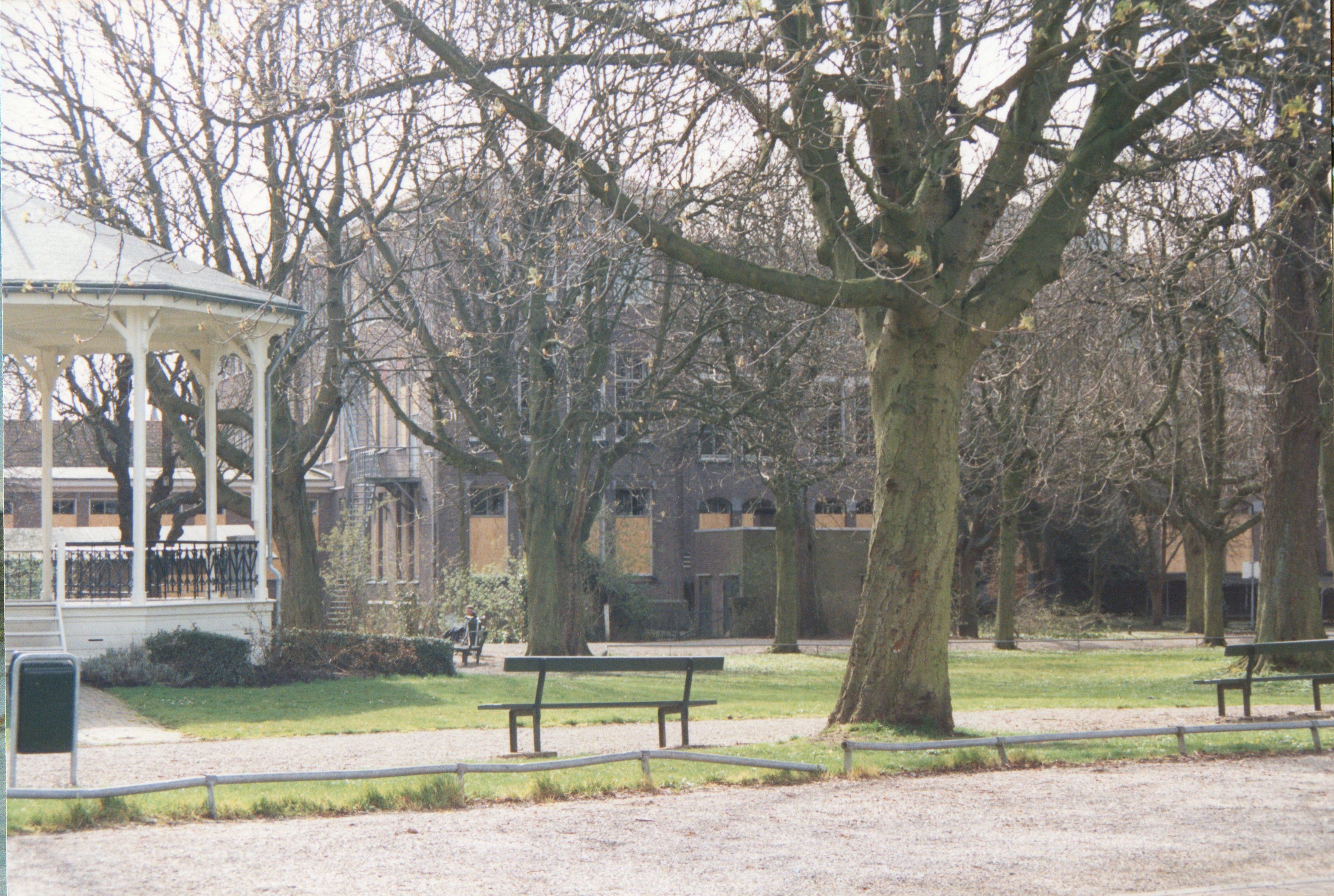
voorzijde vanaf Molenwater in 1995
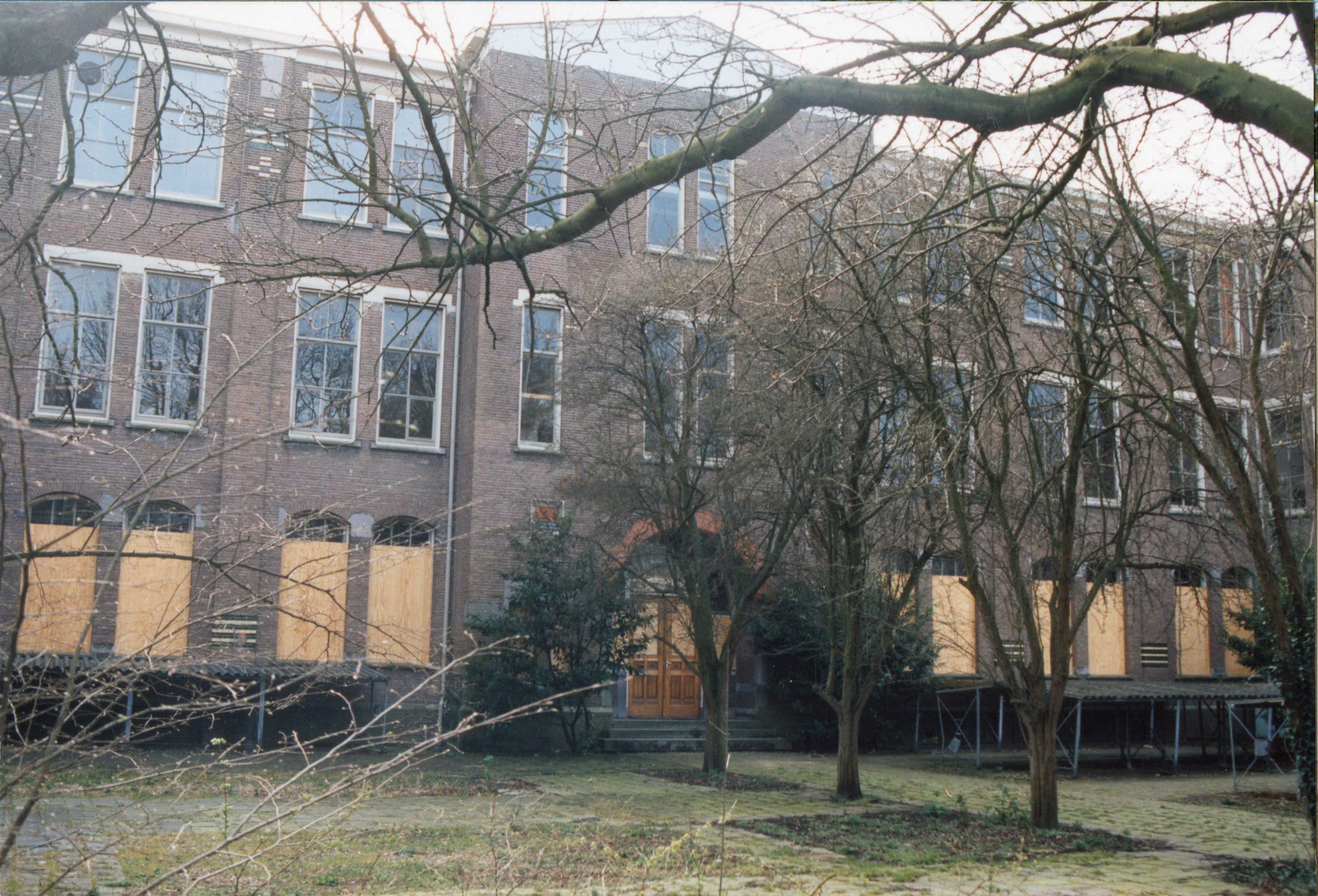
voorgevel (maart 1995)
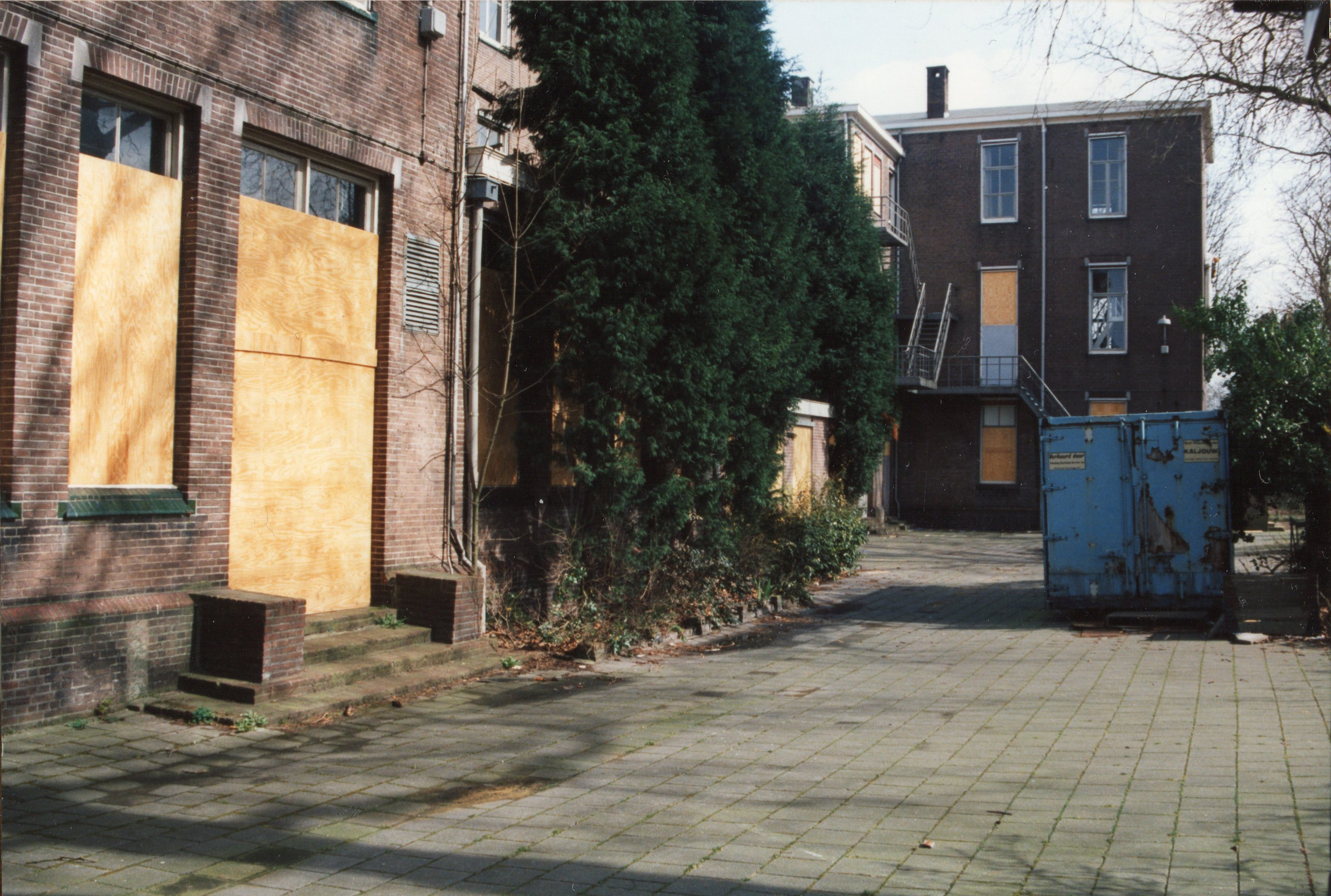
achterzijde Zuidsingel
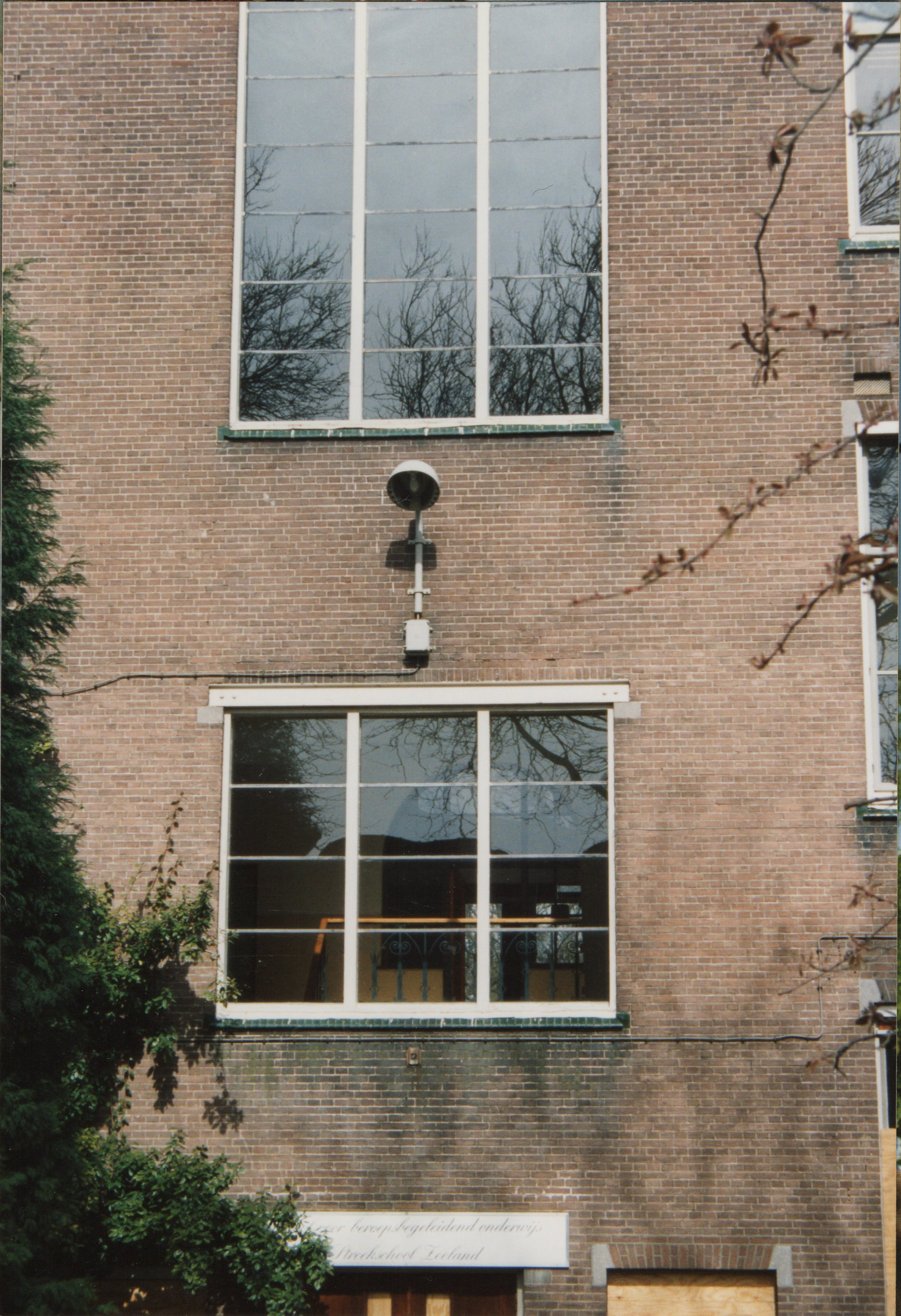
achtergevel Zuidsingel
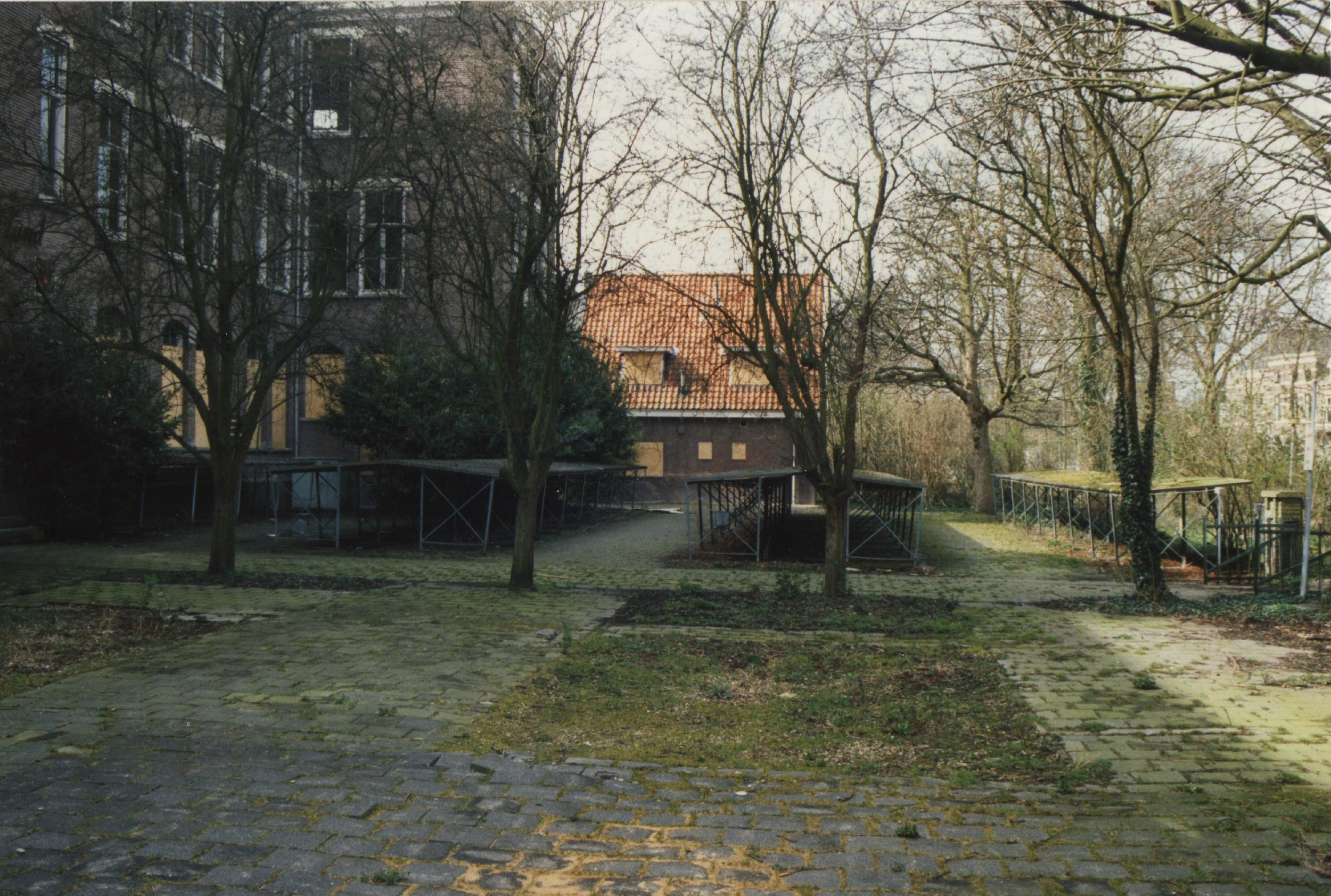
schoolplein, school en directeurswoning
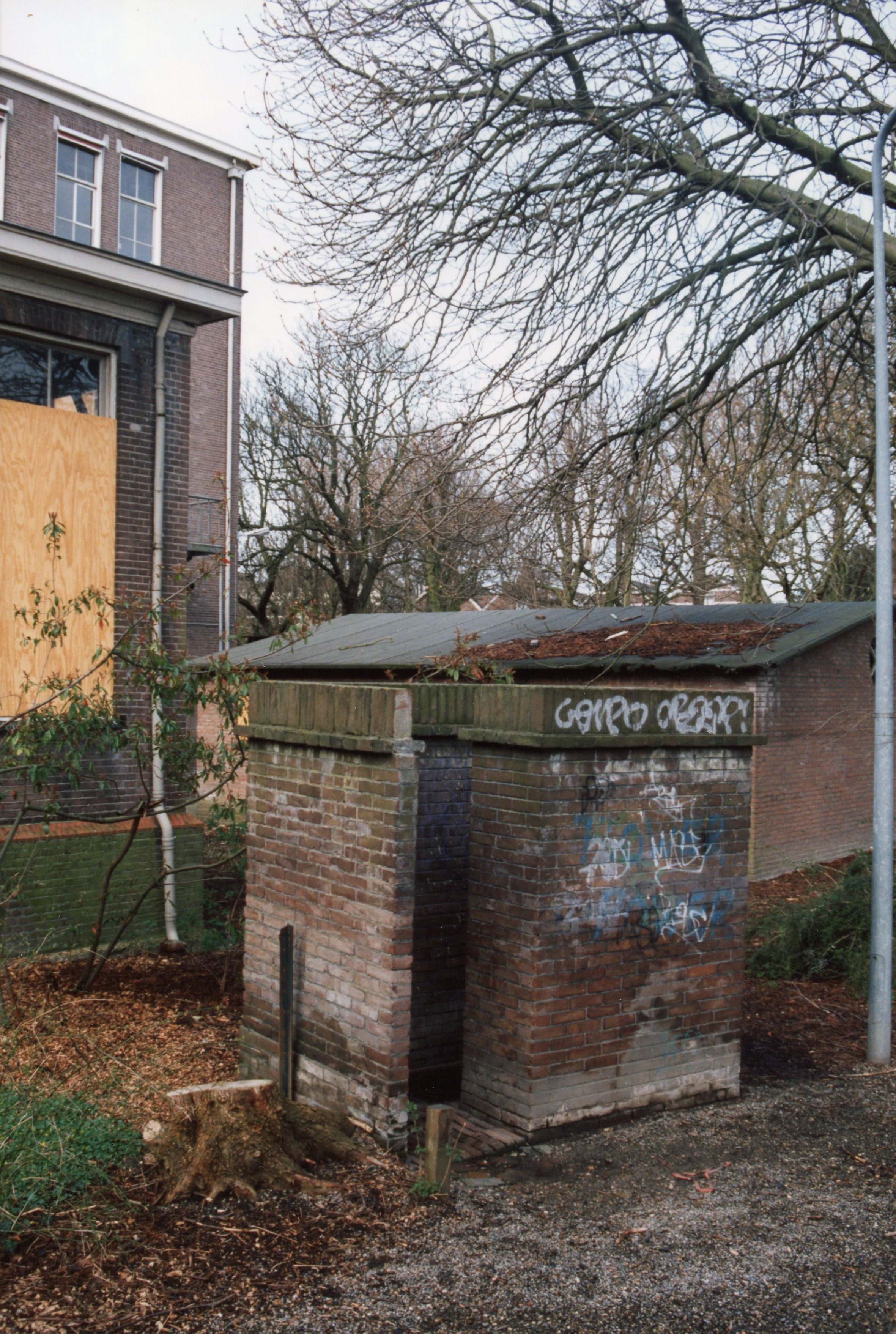
urinoir (ter hoogte van J.Huizingalaan)